# Катастрофа Boeing 737 у Кабула
Катастрофа Boeing 737 под Кабулом — крупная авиационная катастрофа, произошедшая в четверг 3 февраля 2005 года. Авиалайнер Boeing 737-242 Advanced авиакомпании Kam Air выполнял внутренний рейс RQ904 по маршруту Герат—Кабул, но при заходе на посадку в пункте назначения врезался в гору Чапери (Памир) в 32 километрах от аэропорта Кабула. Погибли все находившиеся на его борту 105 человек — 98 пассажиров и 7 членов экипажа (по другим данным, погибли 104 человека).

## Самолёт

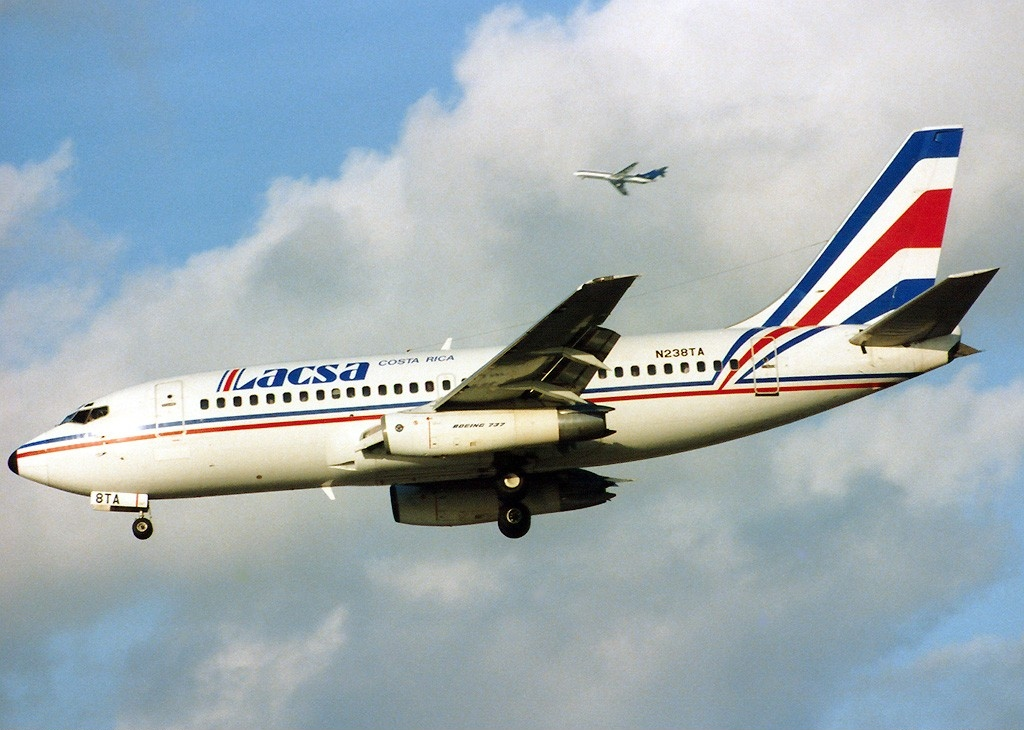
Разбившийся самолёт в 1993 году (в период эксплуатации в LACSA)

Boeing 737-242 Advanced (регистрационный номер EX-037, заводской 22075, серийный 630) был выпущен в 1980 году (первый полёт совершил 4 января). Оснащён двумя турбореактивными двигателями Pratt & Whitney JT8D-17A. 31 января того же года был передан авиакомпании Nordair, в которой получил бортовой номер C-GNDR и имя Terry Fox. От Nordair с 31 января по 25 апреля 1981 года сдавался в лизинг авиакомпании Wien Air Alaska (борт N8536Z). 2 января 1987 года был куплен авиакомпанией Canadian Pacific Air Lines (имя Empress of Florida), от неё 26 апреля того же года перешёл в авиакомпанию Canadian Airlines; б/н остался без изменений. 25 июля 1991 года был куплен авиакомпанией TACA (борт N238TA). От неё сдавался в лизинг авиакомпаниям:
- Aviateca — с 1 декабря 1991 года по 8 сентября 1992 года,
- LACSA — с 7 декабря 1992 года по 1 января 1993 года и с сентября 1993 года по январь 2003 года,
- Ecuatoriana — с августа по сентябрь 1993 года,
- Aserca Airlines — с января 2003 года по август 2004 года.

1 августа 2004 года был куплен авиакомпанией Phoenix Aviation и его бортовой номер сменился на EX-037. 15 ноября того же года был взят в лизинг авиакомпанией Kam Air. На день катастрофы 25-летний авиалайнер совершил 42 055 циклов «взлёт-посадка» и налетал 51 363 часа.

## Экипаж и пассажиры
Состав экипажа рейса RQ904 был таким:
- Командир воздушного судна (КВС) — 50-летний Василий Симонов.
- Второй пилот — 46-летний Юрий Зотов.

В салоне самолёта работали 5 стюардесс:
- Ксения Салихова, 20 лет.
- Екатерина Пигасова, 24 года.
- Алёна Коричи (рум. Aliona Coritchi), 27 лет.
- Хасина Сарвари Абдул Риам (англ. Haseena Sarwari Abdul Rhiam), 19 лет.
- Обайдулла Абдул Вакиль (англ. Obaidullah Abdul Wakil), 20 лет.

Также на борту самолёта находился 36-летний авиамеханик Виктор Новослугин (гражданин России), но он летел как служебный пассажир.
| Гражданство     | Пассажиры | Экипаж | Всего |
| --------------- | --------- | ------ | ----- |
| Иран            | 1         | 0      | 1     |
| Нидерланды      | 1         | 0      | 1     |
| Молдавия        | 0         | 1      | 1     |
| Италия          | 3         | 0      | 3     |
| Турция          | 9         | 0      | 9     |
| Россия / Канада | 0         | 1      | 1     |
| Россия          | 1         | 3      | 4     |
| Афганистан      | 77        | 2      | 79    |
| США             | 6         | 0      | 6     |
| Всего           | 98        | 7      | 105   |

## Расследование
Расследование причин катастрофы рейса RQ904 проводило Управление гражданской авиации Министерства транспорта Афганистана (англ. Civil Aviation Operation of the Ministry of Transport of Afghanistan, CAO).
Следственная группа столкнулась с очень сложными погодными условиями и труднопроходимой местностью. Доказательств, найденных на месте катастрофы, было недостаточно для определения точной причины падения самолёта, но местоположение предполагало, что пилоты во время захода на посадку снизились ниже минимальной высоты снижения, на которой они находились. Без записей речевого самописца расследование застопорилось.
В 2006 году CAO опубликовало окончательный отчёт расследования, в котором был сделан вывод о том, что рейс RQ904 влетел в горную систему ниже траектории захода на посадку из-за (предположительно) ошибок экипажа.